# Зогар
Зогар, Зоар, Зохар (ивр. ספר הזוהר‎ — «книга (свиток) сияния», или זוהר‎ — «сияние») — литературный памятник еврейского народа на иудео-арамейском языке, мистико-аллегорический комментарий к Пятикнижию Моисея, создавший термин ПаРДеС как совокупность четырёх методов библейской интерпретации, главный источник каббалистического учения. Каббалисты утверждают, что книга была написана одним из таннаев, раввином Шимоном бар Йохаем (нотар. РаШБИ; около 150 года), но известность она получила лишь в XIII веке, благодаря раввину Моисею Леонскому (умер в 1305 году) в мусульманской Испании. Не относясь к раввинской литературе, тем не менее частью евреев почитается как священная книга.
Религиозная философия «Зогара» утверждает космологическое вечное бытие — потенциальной множественности творческих сил в абсолютно едином Существе (Эйн Соф), существование ангелов — разумных, духовных существ, и что человек стоит выше ангелов, являясь центром и целью мироздания; а также переселение душ и двойной суд Божий — до рождения человека и после его смерти. Книга содержит сведения ο «движущемся по кругу» земном шаре, известные ещё в Античности (так, Аристарх Самосский писал об этом в III веке до н. э.); эта идея была возрождена Коперником в 1543 году. Первое издание «Зогара», дозволенное цензурой, вышло в Мантуе в 1558 году.

## Название
Этимология названия восходит к эсхатологическому стиху «И разумные будут сиять, как светила на тверди…» (Дан. 12:3) (והמשכילים יזהירו כזהר הרקיע). По смыслу название является почти однозначащим с заглавием другого крупного каббалистического произведения «Багира», что означает «Блеск».
«Книга сияния» называли «откровением» великого танны Шимона бар Йохая (רב׳ שמעון בר יוחאי); книгу именовали также как «Мидраш ха-Зохар» (מדרש הזהר) или «Мидраш pабби Шимона бар Йохая» (מדרש רבי שמעון בר יוחאי).

## Содержание
Книга представляет собой беседу трёх учёных (Хизкии, Шимона и его сына Элиэзера), которые обсуждают «тёмные места» Торы. В Зогар подчёркнуто противопоставление Талмуда и Торы.
Особое внимание они уделяют первым словам Библии бе-решит («в начале»). В начале Бог сотворил таинственное мерцающее светило. Неизвестный Бог стал Элохимом. Безвидная и пустая земля обозначены в Торе как тоху («хаос») и боху («бесформенность»). Разделения и несогласия в мире предшествуют грехопадению, ибо связаны с отделением Богом воды и суши. Вместе с рыбами Бог творит и Левиафана.
При сотворении человека наряду с Элохимом упоминается женское начало Шхина. Первой женой Адама названа Лилит, которая однако не стала ему помощницей. Затем была образована Ева. Четыре реки Эдема уподоблены четырём сфирот: Хесед, Гвура, Нецах и Ход.
Змеем-искусителем (נחש‎) был Самаэль, верхом на змее. Сыном Самаэля и Евы стал Каин, а женой Каина была демоница, которая наплодила множество демонов. Одна из дочерей Каина, Неема, соблазнила сынов Божьих (Уззу и Азаэля), чем навлекла на Землю потоп.

### Состав
Сложившийся к настоящему времени сборник «Сефер хa-Зoгap» представляет собой структурно сложную книгу, состоящую из множества текстов. Три главных тома подробного и непрерывного комментария на Пятикнижие Моисея помимо основной части, которая собственно и именуется «Зогаpом», включают и другие тексты.
- 1-й том — комментарий первой книги Пятикнижия, Книги Бытия (Берешит). Включает также:
  - Мидраш ха-Неелам («Тайный мидраш», «Скрытый мидраш»; מדרש הנעלם‎) — толкует Библию в духе мистицизма, широко пользуясь для этой цели специальными экзегетическими методами и приёмами[4].
  - Ситрей Тора («Таинства учения»; סתרי תורה‎) — текст подобен «Мидрашу ха-Нееламу» и посвящён преимущественно тайнам души и именам ангелов.
  - Сефер Хехалот («Чертоги»; היכלות‎; или «Хехалот д’Рашби», היכלות דרשב״י‎) — описывает семь небесных чертогов (Хехалот), а также ад[4].
- 2-й том — толкования второй книги Пятикнижия, Книги Исход (Шмот). Включает также:
  - Сифра де-Цниута («Книга сокровенности»; «Сокровенная книга»; ספרא דצניעותא‎) — анонимный рассказ о наиболее глубоких аспектах и внутреннем смысле мироздания. Содержит пять небольших по объёму глав и является первоисточником Зогара, который часто приводит её краткие теософические изречения и подробно их комментирует[4].
  - Раза де-Разин («Тайны тайн»; רזי דרזין‎) — трактующее о соотношении между душой и телом[4], о тайнах физиогномики и хиромантии.
  - Райа Meхемна или Раиа Meгемна («Верный пастырь»; רעיא מהימנא‎) — беседа между Моисеем (верным пастырем), пророком Илиёй и рабби Шимоном об аллегорическом значении повелений и запрещений Моисеевых и раввинских постановлений[4].
  - Саба («Старец»; סבא‎) — беседа пророка Илии с рабби Шимоном о доктрине метемпсихоза (גלגול)[4].
  - Енука («Отрок»; ינוקא‎) — о важности мытья рук перед едой — приписанное отроку рабби Гамнуны Сабы, от имени которого приводятся объяснения высших тайн Торы[4].
- 3-й том — толкования трёх последних книг Пятикнижия, Книги Левит (Ваикра), Книги Чисел (Бемидбар) и Второзакония (Дварим). Включает также:
  - Идра Раба («Большое собрание»; אדרא רבא‎) — рассказ о тайнах, которые рабби Шимон открыл узкому кругу своих учеников. Подробно излагается то, о чём лишь намёком сказано в Сифра де-Цниута.
  - Идра Зута («Малое собрание»; אדרא זוטא‎) — излагает те тайны, которые рабби Шимон открыл ученикам перед своей кончиной.

Характерным свойством двух «Собраний» является отсутствие в них доктрины об Эн-соф (אין סוף; «Бесконечном») и употребление названия цадик для девяти сефирот, что указывает на их относительную древность.
- Матнитин ("Повторение "; (מתניתן‎) и Тосефта («Дополнение» по-арамейски; תוספתא‎) — где намечаются учения о сфирот.

- Другие тома:
  - Том Зoap Хадаш («Новый Зoap»; זהר חדש‎) — комментарии к Песни Песней[4]. Включает Ситре Отийот («Тайны букв») — о тайнах еврейского алфавита.
  - Тикуней ха-Зоар или Тикуним («Объяснения», תקוני הזהר, תקונים‎) — 70 толкований первого слова Библии берешит («в начале»). По языку и по содержанию во многих местах напоминает Райа Meхемна, что указывает на принадлежность одному автору, жившему позднее автора первоначального Зогара, так как уже Райа Meхемна приводит «Зогар» под названием «Древнее сочинение» (קדמאה חבורא). Автор «Объяснений» и «Верного пастыря» обнаруживает прекрасное знакомство с еврейской литературой арабско-испанского периода и с терминологией её переводчиков[4].

Согласно еврейской религиозной традиции, до наших дней сохранилась лишь малая часть всей книги. Гедалья ибн-Яхья (XVI век) писал: «Воспринял я предание, что книга эта была столь велика в своём объёме, что собрав её вместе, можно было целиком нагрузить верблюда».

### Религиозная философия

#### Космология
В основе «Зоара» лежит идея сокровенного, непостижимого Божества (עתיקא דעתיקין, סתימא דסתימין‎), с одной стороны, и абсолютного единства бытия — с другой. «Зогар» утверждает вечное бытие потенциальной множественности творческих сил в абсолютно едином Существе. Будучи выше всякого определённого бытия, как истинная бесконечность, Аин, или Эн-соф (Бесконечное), заключает в себе абсолютную возможность всего: всякого определённого бытия.

##### 10 сфирот (мир эманации)
Бытие обязано своим возникновением, как и постоянным сохранением, десяти сфиротам (עשר ספירות), в совокупности которых (Адам Кадмон, אדם קדמון, אדם עילאה — проточеловек) выражается наиболее полное проявление Бесконечного. Сфироты суть идеи или содержание имён Божества. Адам-Кадмон — подобно Логосу Филона Александрийского — есть первообраз человека и абсолютная идея бытия, отражение которого он (человек) представляет собою в миниатюре.
Эти десять сфирот, разнящиеся между собою лишь как различные оттенки одного и того же света, как истечения (эманации) Божества, сами по себе не самостоятельны и лишены положительной реальности. Они знаменуют только атрибуты Божества — Его проявления.
Первая триада (Венец+МудростьОтец+РазумМать)
Первая триада, или разветвления проточеловека. Состоит из метафизических сфирот и обнимает мир интеллектуальных объектов.
- (1) первое и наиболее высшее проявление называется Кетером (כתרא עלאה; «венец»). Оно обозначает бытие в обобщённом положении и — в образном представлении «Зогара» — есть «первичная точка» (פשיטא נקודה), в которой заключаются все сфироты. Оно также называется «Белой главой» (רישא חוורא) подобно тому, как в белом цвете соединяются все цвета радуги[4].
- (2) из Кетера, где все сфироты заключаются в скрытом невыраженном состоянии, истекает вторая сфира — Хокма («мудрость»), иначе называемая «Отцом» (אבא), так как она является активным (мужским) началом всего бытия, а через свои 32 пути премудрости (נתיבות חכמה ל״ב) она даёт меру всем существам[4].
- (3) вместе с Хокмой произведена соответственная ей пассивная (женская) сфира Бина (בינה; «разум»), по образному представлению Зогара — «Мать» (אימא עילאה)[4].

Оба эти принципа (2 и 3), начала мужское и женское — тезис и антитезис Гегеля — являются необходимыми началами бытия и, оплодотворяя друг друга, производят, согласно комментаторам, Даат (דעת; «познание»), в котором они оба примиряются. Однако по тексту «Зогара» эти оба начала находят свой синтез в Кетере.
Вторая триада (Великодушие+Могущество+Красота)
Принцип троичности проходит и в дальнейших разветвлениях проточеловека. Вторая триада обнимает объекты нравственного порядка:
из Божественной мысли истекают две противоположные ceфиры: (4) Гедула (גדולה; «великодушие»), и (5) Гебура (גבורה; «могущество»), которые примиряются в (6) Красоте (Тиферет; תפארת), материальным символом которой является сердце. По словам Идра-Зутты, красота есть высшее выражение моральной жизни и нравственного совершенства; она равна солнцу, лучи которого отражают все предметы нашего мира и без которого всё погрузилось бы во мрак.
Третья триада (Торжество+Блеск+Основание)
Третья триада действует на мир видимый, на природу. Эти атрибуты динамического свойства, то есть Бог ими представляется как универсальный принцип, производящий все существа:
мужское и женское начала — (7) Нецах («торжество») и (8) Год (הוד, «блеск»), соединяются в один общий принцип (9) Иесод (יסוד, «основание»), в котором сосредоточены: вся производящая жизнь сила, все соки, дающие существование всей природе.
Последняя сфира: (10) Малхут (מלכות; «царство») — это беспрерывная имманентная деятельность всех сфирот и, таким образом, обитание Божества в творении.
Из этих десяти сфирот (мир эманации, אצילות) возникли затем:
- «Трон» (כרסייא), или Бериа (בריאה; «творение»);
- следом мир ангелов, или Иецира (יצירה; «образование»);
- и, наконец, мир демонов[15].

Отрывок из «Зогара», где излагается процесс бытия посредством десяти сфирот:

До сотворения Всесвятым какого-нибудь образа Он был один без образа и подобия, и никто не может постигнуть Его таким, каким Он был до сотворения [мира], когда ещё не существовало никакой формы. [Поэтому] запрещается представлять Его под каким бы то ни было образом или в какой бы то ни было форме, ни даже посредством Священного имени, посредством буквы или точки, как сказано: «Ибо вы не видели никакого образа» (Втор. 4:15)... После сотворения Им образа колесницы [Адам Кадмон], Он спустился туда и стал называться по имени этого образа יהוה (Яхве), чтобы Его познали по Его атрибутам. Он этим выразил Свое желание, чтобы Его качества были познаваемы, чтобы всякому было известно, каким образом благость Его и милосердие распространены повсюду. Ибо, если бы Он не распространял Своего света на все Свои творения, то они не могли бы познать Его и не исполнились бы слова «Земля полна величия Его» (Ис. 6:3). Горе тому, который Его сравнивает с Его атрибутами, тем более с людьми, из земли исходящими и разрушению подверженными. Его следует представлять стоящим выше всех атрибутов и всего сотворённого. Он лишён всяких качеств, как море. Подобно тому, как вода не имеет своей собственной формы, а принимает форму того сосуда или вместилища, в котором она содержится, точно так же и божественный свет, истекающий из Бесконечности, принимает характер той или другой сфиры, в которой он отражается. Источник морских вод, מקור, представляет первое, а вместе с высоко бьющей из него струёй, מעין, — второе; затем образуется большое море ים — третье. Эта бездонная глубина образует семь течений, שבעה נחלין, равняющихся как бы семи удлинённым сосудам. Источник, струя, море и семь течений составляют десять. Так Первопричина (עלת העלות; Causa causarum), создала десять сфирот. Первая сфира — источник, откуда истекает беспредельный свет... Тут она ещё не имеет ни образа, ни формы; посему нет возможности постигнуть Его и знать, как сказано [в «Бен-Сире»]: «Не размышляй о том, что от тебя сокрыто» (במופלא ממך אל תדרוש וכמכוסה ממך אל תחקור). Затем образуется малый сосуд — это источник мудрости, и называет Он себя в нём мудрым, а его — «мудростью» (חכמה). После этого образуется большой сосуд наподобие моря и называет Он его — «разумом» (בינה). Наконец, из моря образуется семь течений и возникают семь драгоценных сосудов: «Гедула» (גדולה) — Великодушие, «Гебура» (גבורה) — Могущество, «Тиферэт» (תפארה) — Красота, «Нецах» (נצח) — Торжество, «Год» (הוד) — Слава, «Иесод» (יסוד) — Основание, «Малхут» (מלכות) — Царство.— Зогар, II, 42б и 43а
Космология должна сводиться к утверждению тождества мира и абсолютного существа. И действительно, монистический принцип бытия проведён в «Зогаре» со всей последовательностью. Различие между материальным и духовным бытием является не основным, а случайным, то есть по степени, которую оно занимает в ближайшем или отдалённом расстоянии. Сфироты истекают одна из другой и т. д. до Эн-софа, как лучи от солнца. Но по мере отдаления от Божественного света сфироты теряют свою первоначальную чистоту и, постепенно сгущаясь и омрачаясь, переходят наконец в грубую субстанцию — в материю, и последняя сфира, Малхут, как наиболее отдалённая от Эн-софа, заключает в себе семя зла. Эти сфироты, пусть — вследствие своего истечения из Эн-софа — и обладают Его свойствами бесконечности и совершенства, но, как эманации, смогли произвести существа материальные, конечные и несовершенные и смогли создать внешний мир, где всё тленно и где обитает зло.

#### Учение о душе (психология)
Вышеизложенными основными принципами проникнуто и психологическое учение о душе в «Зоаре». Душа, учит «Зоар», имеет своё происхождение в Высшем Разуме, в котором можно отличить одну от другой разные формы живых существ; этот Высший Разум можно определить как «Мировую душу».
Душа человека состоит из трёх элементов: жизненного, нефеш (נפש); нравственного, руах (רוח); и разумного, нешама (נשמה). Каждый элемент принадлежит особому миру; все миры объединяются в душе.
Три элемента души являются эманациями сфирот, и, как таковые, каждая из них обладает десятью потенциями, которые подразделяются на вышеозначенную триаду из элементов разумного, нравственного и жизненного. Через разумный элемент души (он является высшей степенью существа и соответствует и подчиняется действию высшей сефиры, «Венца») человек принадлежит к интеллектуальному миру — «Миру разума»; через нравственный элемент, являющийся вместилищем этических качеств и соответствующий сефире «Красоты», человек принадлежит к миру «образования», «Миру творения»; а через жизненный элемент (самый низший из всех элементов, непосредственно связанный с телом), который соответствует сефире «Основания», человек связан с материальным миром, миром Асии. Кроме обладания десятью потенциями, душа заключает в себе мужской и женский принципы, которые, однако, связаны неразрывно.
Отношение трёх элементов друг к другу и к телу сравнивается в «Зогаре» с горящей лампой. В её пламени различаются два света — белый и тёмный. Белый расположен сверху и поднимается по прямой линии; тёмный находится внизу. Оба они, однако, настолько неразрывно связаны, что образуют одно пламя. С другой стороны, тёмный свет происходит прямо из горящего материала. То же самое явление представляет и человеческая душа: жизненный, или животный, элемент похож на тёмный свет, который происходит непосредственно из горящего внизу материала; подобно тому, как этот материал постепенно сжигается пламенем, так и жизненный элемент сжигает тело, с которым он тесно связан. Нравственный элемент можно сравнить с расположенным выше белым светом, который всегда стремится отделиться от низшего и подняться выше; однако, пока лампа продолжает гореть, он остаётся связанным с ним. Разумный элемент соответствует самой верхней части пламени, которой действительно удаётся освободиться от последнего и подняться в воздух.
Сверх этих трёх, у души есть ещё два других элемента различной природы: один свойствен телу, но не соединяется с ним, служа посредником между последним и душой; другой является соединяющим их принципом.
Согласно «Зогару», души подразделяются на мужские и женские, причём первые сосредотачиваются в сефире «Милости», а вторые — в сефире « Суда».
В противоположность талмудическому учению о душе, «Зогар» возносит душу на недосягаемую высоту. Она представляет подобие универсального бытия; она — совершенство бытия и его полнота. Источником её служит Мировая душа — Божественная Мудрость. Душа находится в постоянном общении со всеми божественными атрибутами, которым она родственна по своей субстанции и на которые она может воздействовать, так как нет ничего отделимого, не связанного с ней.
Нисхождение души в тело не считается злом, а вызывается специальным назначением, вынуждается её конечной природой; ей надлежит соединиться с телом, чтобы самой принять участие во вселенной, созерцать творение, познать самоё себя и своё происхождение и, наконец, выполнив своё назначение в жизни, затем возвратиться к вечному Источнику света и жизни. «Зогар» признаёт не только предсуществование души в Божественной Мудрости, но и предсуществование всех духовных элементов человека, как и вечность человеческого познания.

##### Переселение душ
«Зогар» также признаёт пифагорейское учение о метемпсихозе (גלגול). Душа, как все отдельные существа, должна возвратиться к своему источнику, но только исполнив своё назначение. Не исполнив его, она перевоплощается в другое тело и т. д. до своего полного очищения.

Все души претерпевают переселение душ, и люди не знают путей Господних... Они не знают, что они дважды предстают на суд Божий: до своего вступления в сей мир и после того, как они оставляют его; они не знают многократных переселений душ и о тайных испытаниях, которым они подвергаются, ни о числе душ, вступающих в сей мир и не возвращающихся в палаты Царя небесного. Люди не знают, как души вращаются, подобно камню, брошенному пращой.— Zohar, II, 99б

#### Этика
Принципу абсолютного единства бытия соответствует начало абсолютного единства нравственного мира. Главное затруднение всякой пантеистической системы — невозможность для неё построить этическую систему, так как добро и зло одинаково оказываются атрибутами Божества, — разрешается в «Зогаре» введением теории о существовании каких-то особенных «семи миров пустоты» (שבעה עלמין דתהו), из которых «Зогар» выводит своё объяснение возникновения мирового зла, которое, впрочем, совершенно исчезнет в блаженном будущем.
В основе практической этики лежит идея Итaарута ди Летата (אתערותא דלתתא; стремление, идущее снизу, к общению с источником света). Познание человека, стремление его к объединению в бесконечной субстанции и нравственное совершенство усиленно вызывают божественное излияние, и все «сефирот» объединяются в своём источнике. Таким образом, каждый поступок человека влияет на идеальный мир сефирот и на мировой процесс вообще. Главной основой нравственности является любовь к Богу, которая определяет высшие и низшие степени и возвышает всё на ту степень, где всё должно быть едино. Она распространяет порядок и гармонию в идеальном и в земном мирах. Последний таким образом совершенствуется и теряет мало-помалу свою материальность, за счёт чего возрастает его духовность.

#### Эсхатология
Эсхатология «Зогара» тесно связана с учением о душе. Все души имеют назначение по очереди совершать земное странствование, и только тогда настанет великий день спасения, когда последняя душа, душа Мессии, появится в этом мире. Но из-за греховности людей в теле поселяются всё одни и те же души, и новые лишены возможности рождаться, что замедляет дело великого искупления. Мессия явится в конце дней, когда все души возвратятся очищенными с земли на небо. Тогда наступит великий юбилей (יובל הגדול), ускорение которого зависит от человека.

### Научные воззрения
В «Зогаре» раскрываются оригинальные космологические, астрономические, физиологические и другие учения.

#### Астрономия
«Зогар» содержит сведения ο земном шаре, которые ранее уже были известны древним грекам. Эратосфен во II веке до н. э. даже вычислил радиус Земли. В Талмуде также сообщается, что о шарообразности Земли было известно Александру Македонскому: 

В книге рабби Гамнуны Старшего (иначе Саба) подробно разъясняется, что весь населённый мир поразительно вращается по кругу, как шар; одни люди твёрдо стоят наверху, другие внизу, и все эти существа изменяют свой вид в зависимости от изменения климата, различного в разных местах; те, которые находятся внизу, стоят так же вертикально, как другие люди. Кроме того, в разных местах земли, когда одним светло, другим темно, когда у одних день, у других ночь; есть места, где всегда день и ночь занимает лишь очень краткий промежуток времени.— Зогар, I, 115а; — Зогар, III, 10а

#### Физиология
«Зогар» содержит здравые понятия о человеческом теле и его функциях. Например, «в черепе три полости, заключающие мозг, и окружён он тонкой оболочкой. Мозг посредством 32-х каналов распространяется по всему телу, по одну и другую сторону; таким образом они объединяют всё тело».
Физиогномика
По учению «Зогара», физиогномика не состоит из внешних черт лица, а из черт, таинственным образом намеченных внутри человека. Черты лица изменяются согласно форме, свойственной внутреннему лицу, духу. Уже при самом выходе из Эдена душа имеет определённую форму, которая отражается на лице.
Все физиономии имеют свой прообраз в четырёх первобытных типах (архетипах), к которым они приближаются или от которых отклоняются, смотря по степени, занимаемой каждой душой в интеллектуальной или моральной областях. Эти 4 первобытных типа — есть четыре образа, которые были намечены Иезекиилом над таинственной колесницей. «Зоар» подробно излагает физиономические признаки:
- лоб широкий и выпуклый — признак глубокого ума и выдающихся умственных способностей;
- лоб широкий и плоский — признак тупоумия и глупости;
- плоский, по бокам приплюснутый и выдающийся остроконечностью лоб — признак ограниченного и тщеславного человека и т. д.[4]

В основе физиогномики и хиромантии «Зогара» лежит идея, что все чувственные объекты служат таинственными символами высшей Премудрости.

### Библейская экзегетика
Основная мысль «Зогара» заключается в том, что Св. Писание не следует принимать в простом, но в аллегорическом смысле. В рассказах Св. Писания скрываются глубочайшие религиозные тайны — мысль, аналогичная основной идее иудео-александрийской философии, восточной богословской патристики и суфизма.

#### Приёмы расшифровки Пятикнижия
Относясь к Библии как к шифрованному тексту и применяя некоторые искусственные приёмы, «Зогар» выводит из одних слов совершенно другие с помощью таких приёмов, как:
- 1) гематрия — замена одних слов другими, численное значение которых одинаково;
- 2) нотарикон — составление из каждого слова стольких слов, сколько букв содержится в первом; каждая буква должна соответствовать начальной букве вставляемых слов;
- 3) темура — перестановка букв в том или ином порядке.

«Зогар» признаёт четыре метода библейской экзегетики (толкования):
1. «Пешат» («пшат»; прямое/буквальное значение),
2. «Ремез» (намёк; философская символика[7]),
3. «Дераш» («драш»; толкование; отсюда «мидраш» и агадическая герменевтика[7]),
4. «Сод» (тайна).

Составленное из инициалов (ПРДС) этих методов слово «Пардес» (ПаРДеС; פרדס, парадиз, рай) стало названием для четырёх экзегетических методов, высшим из коих является мистический метод Сод.
Как на частные случаи этих четырёх методов «Зогар» указывает в одном месте на следующие семь:
- 1) буквальное толкование,
- 2) мидраш,
- 3) аллегория,
- 4) философская аллегория,
- 5) толкование на основании численного значения букв,
- 6) мистическая аллегория,
- 7) высшее наитие.

Пример последнего — Филон Александрийский, ссылавшийся на «наитие свыше» (интуицию) при некоторых своих интерпретациях.

#### Отличие от интерпретации раввинами
Уже ко времени возникновения «Зогара» сознавался глубокий антагонизм между мистицизмом и духом строгого раввинизма, как видно из следующей классической цитаты относительно различных методов интерпретации Св. Писания:

Горе людям, утверждающим, что Тора [Божественное указание; заповеди Пятикнижия] имеет целью сообщить исключительно обыкновенные вещи и мирские повествования; ибо, если бы это было так, то и в настоящее время точно так же могла бы быть написана Тора и с более увлекательными повествованиями. В действительности дело обстоит так: каждое слово Торы есть высшая тайна. Приди и посмотри: высший мир и низший созданы по одному и тому же принципу: в низшем мире — Израиль, в высшем — ангелы. Когда ангелы желают снизойти в низший мир, они должны надеть земные одежды, иначе мир не вынесет их. Если это правильно относительно ангелов, то ещё в большей степени применимо к Торе, во имя которой и мир и ангелы были созданы и существуют; Тора, не облечённая в земную оболочку, была бы не по силам миру.

Все библейские рассказы суть только оболочки Торы и её одежды; поэтому тот, кто думает, что эти одежды — сама Тора, заслуживает смерти и не имеет удела в будущей жизни. Горе глупцам, которые не видят ничего дальше блестящего одеяния! Более ценно, чем одежда, носящее её тело, то есть изложенные в Торе законы, но ещё более драгоценна душа, которая одухотворяет тело (то есть высшие божественные тайны). Глупые видят только одежды Торы, более разумные — её тело, а мудрецы — её душу, истинную её сущность; в мессианское же время будет видима всем высшая душа Торы.— Зогар, III, 152

#### Аллегоризм Пятикнижия
Характерным для «Зогара» является тот факт, что он подвергает аллегорической интерпретации все предписания Пятикнижия — что весьма редко практиковалось до него. Взять, например, один из Моисеевых законов:

Если кто продаст дочь свою в рабство, то она не может выйти, как выходят рабы. Если она неугодна в глазах господина своего, так что он не обручит её, то пусть поможет ей откупиться; чужому же народу продать её он не властен.
Синодальный перевод:
Если кто продаст дочь свою в рабыни, то она не может выйти, как выходят рабы; если она не угодна господину своему и он не обручит её, пусть позволит выкупить её; а чужому народу продать её не властен.— Исх. 21:7
 Этот закон «Зогар» толкует так: если Бог продаёт дочь свою, то есть душу святую, в рабство, посылая её в земной мир, то она не может выйти, как выходят рабы. Господь желает, чтобы, оставляя сей мир и рабство в нём, она была свободна и чиста, а не — подобно рабу — подавлена грехами и проступками; только этим путём она может воссоединиться с своим небесным Отцом. Если, однако, «она не угодна в глазах господина своего», раз не может соединиться с ним из-за своей нечистоты и греховности, «то пусть поможет ей выкупиться»; это значит, что человек должен раскаяться и освободить душу свою от мучений ада так, чтобы душа не была «продана чужому народу» — ангелам зла.

## История книги

### Происхождение

#### Истоки философской системы
Рассказ рабби Абы о его пребывании в одном городе на Востоке (חד מתא מאינון בני קדם), где он узнал о восточной мудрости, существовавшей там с давних времён, и о найденных им древних книгах мудрости, в одной из которых он встретил мысли, которые считает нужным передать указывает на влияние Востока и Индии, настоящей родины мистической философии и учения об отождествлении мира с Божеством (пантеизм).
В древнейших частях Упанишад (X—VII века до н. э.) мировая душа отождествляется со всем миром и Творцом всего сущего. Настоящая мудрость, согласно этому учению, состоит в познании тождества нашей души, которая есть не что иное, как проявление мировой души, с этой вселенской душой.
Наиболее близким к «Зогару» следует считать учение, приписываемое мудрецу Вьясе, индийской философской школы «Уттара-Миманса», где имеется уже детальное развитие пантеистической системы Упанишад, которые, подобно Св. Писанию в учении «Зоара», произошли раньше мира. Истина определяется как внутреннее единство всего сущего и тождество между познающим субъектом и абсолютным Существом. Абсолютному Существу нельзя приписывать никаких положительных качеств. Всякое определённое качество нарушает его безусловное единство. Лишь чтобы не свести верховное начало к пустому отвлечению, его представляют как качественное. Проблема о возникновении многообразного бытия, мира имён и форм (nāma-rūpa; см. рупа), из единого абсолютного Существа разрешается, как в «Зоаре», учением о вечном потенциальном бытии множественности творческих сил в абсолютном Начале (sakti; первозданная космическая энергия). Главный источник этой школы — Брахма-Сутра — напоминает «Зоар» не только по развитию отдельных проблем, но и по поэтической обработке, по образному и фантастическому изложению. Общие условия для усвоения индийской философии и оригинальной обработки её учения были созданы тем культурно-политическим смешением различных национальных и религиозных стихий древнего мира, которое было начато персидскими царями и Александром Великим.
Это столкновение восточной и западной культур на почве эллинизма и александрийской философии послужило толчком к возникновению мистического учения, начатки которого, возможно, коренятся во взаимодействии вавилонской и еврейской культур в эпоху вавилонского пленения (ср. Иез. 1—2). Вместе с этим возникло стремление ввести основные понятия и дух синкретической философии в Пятикнижие и пророческие книги. Медленный процесс развития и наслоения этого учения можно детально проследить в литературах апокрифической, иудео-эллинской и агадической письменности. Круг вопросов, подлежащих её изучению, был весьма ограничен, как и круг лиц, ей занимавшихся. Их влияние на народную жизнь было ничтожно как в талмудическую эпоху, так и в гаонейскую. По-видимому, это учение сосредоточилось главным образом у сектантов, которые имели непосредственные сношения с Индией.
Несомненную связь с системой «Зоара» имеют и гностические учения, также развившиеся на почве неоплатонизма. Ещё больше сходства у «Зоара» с учением неизвестного автора ареопагических сочинений и с пантеистической теософией суфизма.
Распространение каббалистических учений началось прежде всего в Италии. Пропагандистом их был рабби Аарон из Багдада (Абу-Гарун, «отец Аарон/Гарун»; IX век). Оттуда они перешли в Германию. Позже они распространились среди испанских и провансальских евреев. Синтезом предшествовавшего в течение целых веков развития каббалистической философии и явился «Зоар», который в современной редакции и обработке несомненно относится к XIII веку. Он являет кульминационный пункт каббалистической теософии.
Непосредственными же источниками «Зоара» следует считать тексты — «Сефер Йецира» («Книга творения»), трактат «Ацилут» («Мир Сияний»), «Сифра ди Цениута» («Книга Сокрытой Тайны»; ныне раздел «Зоара» «Книга сокровенности») и дошедшие до Моисея из Леона рукописные сочинения Авраама Абулафии.

### XIII—XIV века, появление рукописей
Наиболее ранний первоисточник книги «Зогар» датируется примерно 1270 годом, что позволяет некоторым исследователям утверждать, что «Зоар» был написан значительно позже II века н. э. Многочисленные копии XIII века принадлежали перу каббалиста Моше (Моисея) из Леона в Гвадалахаре мусульманской Испании, автора многих посредственных сочинений по мистике и каббале. Текст преподносился как «Божественное Откровение, сообщённое таннаю рабби Шимону бен-Иохаи».
В самом тексте «Зогара» есть место, где автор предсказывает, что его творение откроется миру в начале шестого тысячелетия по сотворении мира (в еврейском календаре, то есть после 1240 года современного календаря). Автор выступает в «Зогаре» в ореоле святого мужа, вещающего Божественное Откровение своим избранным ученикам: «Призываю в свидетели горние небеса и священную Землю (Малхут), что Я теперь созерцаю то, что не дано было созерцать ни одному смертному с тех пор, как Моисей вторично вошёл на Синайскую гору; Я созерцаю своё лицо, сияющее, как блеск солнца… и более этого, Я знаю, что лик мой сияет, а Моисей (Исх. 34:29) не знал, что лицо его сияло… Эта высшая и сокровенная мудрость станет известной лишь в эпоху, близкую ко времени Мессии».
Люди из окружения Моше Леонского утверждали, что книга, составленная Шимоном бен-Иохаи в те годы, когда он скрывался в пещере, и впоследствии дополненная его учениками, была найдена Нахманидом во время его пребывания в Палестине и переслана им в Каталонию, а затем чудесным образом попала в руки Моше Леонского. Но многими испанскими каббалистами «Зоар» был воспринят как компилятивное сочинение самого Моше. Даже полагали, что он написал «Зоар» мистическим способом — посредством изречения (произнесения) Шем-Гамефореш, то есть вдохновением, получаемым через произнесение четырёхбуквенного имени Бога.
«Зогар» упоминается в сочинении Ozar ha-Kabod pабби Тодроса Абулафии, составлённом в 1304 году.
В 1305 году в Испанию прибыл ученик Нахманида рабби Исаак из Акры, который, будучи поражён известием об открытии «Зогара» Шимона бен-Иохаи, стал допытываться истины от учеников Моше де Леон. Не удовлетворясь разноречивыми объяснениями последних, рабби Исаак посетил Моше в Вальядолиде и просил показать ему оригинал. Последний клялся, что рукопись хранилась в его доме в Авиле, и обещал показать её там. Но по дороге в Авилу Моше умер, оставив жену и дочь без средств на существование. Тогда рабби Исаак обратился к местному богачу Иосифу де Авила, который обещал семье Моше обеспечение, если ему будет передан оригинал. Однако никакого оригинала не было. Сам рабби Исаак цитирует «Зогар» в Meirat Enaim («Меират-Энаиим», каббалистический суперкомментарий к толкованию Нахманида на Пятикнижие).
Также «Зогар» цитируется в сочинениях раввинов Менахема Реканати и Исаака ибн-Меира (1330) и в сочинении Иосифа ибн-Ваккара (XIV век) об основных началах каббалы. Последний, упоминая о каббалистической литературе последних для него веков, предостерегает от «Зогара», изобилующего, на его взгляд, ошибками.
Вскоре после этого «Зогар» получил широкое распространение в Италии, а оттуда в других странах, не только среди евреев, но и христиан. Принадлежность его Шимону бен-Иохаи считалась несомненной.

### XVI век, перевод на латынь и выход из печати
При содействии генерала Августинского ордена, кардинала Эгидио да Витербо (Egidio da Viterbo), «Зоар» был переведён неапольским каббалистом и учителем кардинала, Барухом ди Беневенто, на латинский язык (ок. 1541).
В 1558 году последовало разрешение Павла IV печатать «Зоар» и «Тикун-Зоар», несмотря на всеобщий протест главных раввинов. Тексты были изданы в Мантуе (1558—1562) благодаря рабби Исааку де Латтес, постановление которого об издании «Зоар» (פסק הזוהר), есть в приложении к «Зогару» в начале текста, а также в его респонсах, напечатанных Фридлендером в 1860 году. В респонсах приводилось мнение противников о необходимости изъятия или сожжения «Зогара», изучение которого не только заслоняло собой Талмуд, печатание которого было тогда повсюду запрещено, но и приводило к неверию. На что де Латтес отвечал, что «если рука государства, мудро управляющего [папство], не касалась нас, каббалистов, так как они имели в виду доброе намерение устранить тернии [то есть Талмуд], ограждающие христианина от еврея, то раввины желают вырвать всё с корнем; они суть настоящие разрушители мира.

## История критики

### XV век, отрицание авторства Шимона
Впервые против «Зогара», как и против каббалы, выступили рабби Липман, автор апологетического соч. «ספר הנצחון» (ок. 1400), и Илия Дельмедиго в Bechinat ha-Dat (1496). Последний отвергал принадлежность «Зогара» Шимону бен-Иохаи на основании следующих соображений:
- 1) Талмуд, гаоны и последующие авторы до XIII века о нём не упоминают;
- 2) «Зогар» содержит хронологические несообразности: позднейшие амораи беседуют с таннаем Шимоном бен-Иохаи;
- 3) мнение рабби Шимона бен-Иохаи не принимается к руководству в талмудической галахе, когда оно противоречит мнению его товарищей, хотя Шимон выдаётся каббалистами за святого мужа, получающего Божественное Откровение.

Эти аргументы были повторены в Ari Nohem Леоне да Модена (ок. 1640).

### XVII—XVIII века, вопрос о древности
Еврейский мистик из Вильны Йошуа Хешл Цореф (1633—1700) имел мистические видения, после чего неожиданно для себя мог разъяснять «Зогар» и записать пять томов толкований.
В XVII веке вопрос о датировке был тесно связан с вопросом о древности еврейской пунктуации. Азария де Росси указывал, что в «Зогаре» из неё выводится множество положений.
Дальнейшее развитие этот вопрос получил в XVIII веке. Талмудист и каббалист раввин Яков Эмден, выступил против положения о древности «Зогара» в своём Mitpachat Sefarim, где он шаг за шагом разбирал «Зогар» и аргументировано доказывал, что текст в настоящем виде являлся произведением испанского каббалиста позднейшего периода. Аргументами Эмдена были:
- 1) Раиа Мегемна и Тикун-Зогар употребляют португальское обозначение Esnogа (Sinаgogа) для определения синагоги[46];
- 2) Тикун-Зогар обнаруживает знакомство с галахической терминологией рабби Самуила га-Нагида в его «Введении к Талмуду»[47];
- 3) «Зогар» обнаруживает также знакомство с исламом: «От этой ветви разветвились две веры, которые близки Израилю в учении о монотеизме»[48], и знает о крестовых походах и о борьбе христиан с мусульманами из-за Св. гроба: «И Бене-Исмаил будут владеть Св. Землёй… а Бене-Эдом соберутся на них, один на море, один на суше и один около Иерусалима, пока не соберутся все Бене-Эдом со всех концов земли»[49];
- 4) в «Зогаре» приводятся не только амораи и их изречения, но и гаоны: мнение р. Хисды, что не истолкованный сон подобен непрочитанному письму[50], и приписывается это р. Хии, а также мнение Амемара, что, хотя пророчество исчезло, но мудрецы выше пророков; мнение р. Кетины[51] ; «Текиоты Рава» в Вавилонии; упоминается аморай р. Яков б.-Иди; упоминается аморай р. Сафра, путешествующий с таннаитом рабби Симоном б.-Иохаи; , упоминаются также гаоны[52];
- 5) в «Зогаре» упоминаются постановления р. Амрама-гаона о чтении «Эзегу Мекоман» ежедневно и о чтении «Кол-Нидре» в день Всепрощения, что также составляет постановление позднейшего гаона;
- 6) «Зогар» употребляет философскую терминологию, введённую арабско-еврейскими переводчиками, и часто приводит целые места из Кузари и других сочинений еврейской средневековой философии и каббалы;
- 7) Зогар часто ошибочно приводит цитаты из Библии, причём иногда смешивает два стиха[53].

На основании этих соображений Яков Эмден приходит к выводам:
- 1) первоначальный текст «Зогара» несомненно древнего происхождения, на что указывают как содержание, так и загадочный язык кратких каббалистических изречений, разбросанных в «Зогаре», причём в наиболее древних частях его — «Тосефте», «Матнитин» и «Ситре-Тора», которые служили основой для позднейших частей, содержащих объяснения мест Св. Писания и принципы каббалы в «Сифра-ди-Цениута», «Идра-Рабба», «Идра-Зутта», «Саба» и «Янука». Редакция последних относится к гаонейскому периоду.
- 2) «Раиа Мегемна» (Верный пастырь), как указывает само имя, представляет произведение Моше де Леон, который воспользовался удобным случаем для распространения своих каббалистических идей.
- 3) Мидраш «га-Неелам», несомненно, является произведением одного позднейшего подделывателя, обнаружившего весьма поверхностное знакомство с Талмудом. Язык его — смешанный еврейский и арамейский — представляет лишь подражание торжественному арамейскому языку «Зоара»[54].

### XIX век
В конце 1-й половины XIX в. С. Раппопорт и Цунц установили коренное различие между древней талмудической мистической наукой (תורת הנסתר), зачатки которой относятся к повавилонской эпохе, и позднейшей каббалой.
Исследования Ландауэра (1846) о происхождении и развитии каббалы составили новую эпоху в изучении этого загадочного учения. Предпринятые Ландауэром исследования сочинений и системы глубокого мыслителя и каббалиста р. Авраама Абулафии убедили его в тождественности его системы с системой «Зоара» и принадлежности последнего Абулафии.
Луццато доказал, что язык «Зогара» неправильно считается чисто арамейским и что он содержит многие грубые грамматические ошибки и смесь других языков, что указывает на то, что арамейская обработка текста является уже позднейшей стадией.
В 1843 году А. Франк издал сочинение «La Kabbale», где он, пренебрегая внешними критериями датировки «Зоара», пытался установить на основании отдельных философских проблем «Зоара» в сравнении с платонизмом, неоплатонизмом и парсизмом, глубокую древность по крайней мере отдельных отрывков «Зоара» как основы его системы, — предшественницы не только христианства, но и неоплатонизма и, несомненно, возникшей под влиянием древнего парсизма. Переводчик сочинения Франка на немецкий язык А. Еллинек примкнул сначала к теории Ландауэра, но затем отказался от неё и согласился с тем мнением, которое считает автором Моше де Леон, хотя признал, что ему нельзя приписать это произведение целиком. Причиной смены взглядов Еллинека стало выявление тождественности многих мест «Зоара» с другими сочинениями. К этому мнению присоединились Грец, Д. Гинцбург и др.
Исследования Иоеля, Гутмана, Гаркави и др. показали, что основы системы «Зоара» находятся в сочинениях арабских, караимских и раввинистских неоплатоников. Что арабский философ Аль-Кинди принял участие в переводе «Апологии», ошибочно приписываемой Аристотелю и основанной на теории эманации. Эта теория также находится в сочинениях Ибн-Гебироля «Mekor Chajim» и Бахьи ибн-Пакуды «Maani al-Nafs». Было также установлено, что переводы Филона были распространены на арабском языке в Вавилонии. Теория о десяти «сефиротах» была найдена в вышеупомянутом сочинении «Мааni al-Nafs» Бахьи, изданном И. Бройде в 1896 году.
Вопрос о датировке «Зоара» нельзя считать решённым, пока не будут закончены исследования арабско-еврейской средневековой философии и детальные исследования предшествующей появлению «Зоара» каббалистической литературы по сохранившимся рукописям, а также основательное исследование древней восточной и сирийско-арабской философии.

## Значение для каббалистов
С точки зрения каббалистов, Зоар имеет огромную духовную силу. Каббалисты рассматривают изучение Зоар как наиболее высокое духовное постижение человека. Даже чтение текстов Зоар без комментариев и нахождение книг Зоар в доме, по мнению каббалистов, даёт духовную силу и защиту. Пример подобного мнения:

Каждая буква этой книги несет в себе определённый вид энергии, которую можно раскрыть, просто пробегая взглядом по строкам. Поэтому считается, что где бы Зоар не находился, он оберегает это место.
— «Что такое ЗОАР»

## Переводы и издания
- Зоар Хок Ле Исраэль 5 книг (Бемидбар Берешит Ваикра Дварим Шмот) с комментарием Святого Баал Сулама рабби Йегуды-Лейб аЛеви Ашлага. Перевод: Рав Цви Элазар Давид Нисанзон. Языки: иврит, русский, 1890[56].
- Рабби Шимон. Фрагменты из трактата «Зоар»: Пер. с арамейск. сост., статьи, примеч. и коммент., кабб. коммент. М. А. Кравцова. — М.: Гнозис, 1994[57].
- Трёхтомный русский перевод с арамейского каббалистической книги Зогар, выполненный Ефремом Баухом, 1995.
- Перевод на русский в пяти книгах Я. А. Ратушного, 2006[58].
- Зоар на Танах: хумаш Бемидбар — 7 томов, хумаш Дварим — 2 тома. Автор перевода: р. Цви Элазар Давид Нисанзон. Издатель: Тикун аСулам Год издания: 2009. Язык: русский, иврит, арамит[59].
- Зоар (Введение в мир Зоар), 8 томов. Автор перевода:, р. Цви Элазар Давид Нисанзон. Издатель: Jewish Book. Год издания: 2008. Язык: русский, иврит, арамит[60].